# 1689 год в науке
В 1689 году произошли различные научные и технологические события, некоторые из которых представлены ниже.

## События
- Дени Папен построил первый центробежный насос.
- Словенский учёный Янез Вайкард Вальвазор ввёл в геологию термин «карст»[1].
- В североамериканских колониях появились первые газеты — вначале одностраничные (broadsides), с сентября 1690 года — уже многостраничные («Publick Occurrences Both Forreign and Domestick», Массачусетс).

## Публикации
- Французский ботаник Пьер Маньоль предложил систематику растений в трактате «Prodromus historiae generalis plantarum, in quo familiae plantarum per tabulas disponuntur». Он ввёл понятие семейства, основанное на морфологических характеристиках[2].
- Английский философ Джон Локк опубликовал труд "Два трактата о правлении".

## Родились

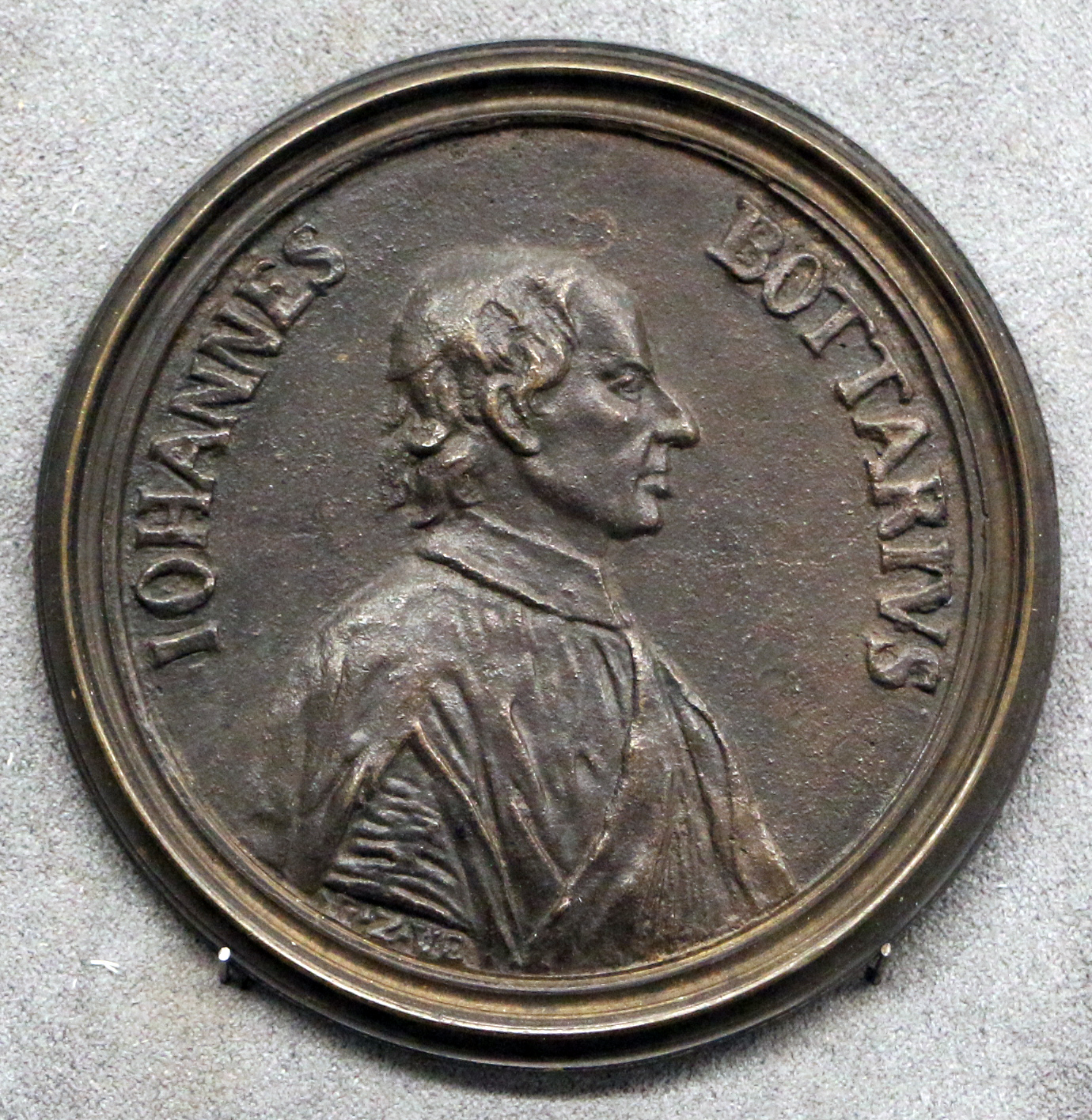
Джованни Гаэтано Боттари

См. также: Категория:Родившиеся в 1689 году
- 15 января — Джованни Гаэтано Боттари (умер в 1775 году), итальянский филолог, лексикограф, археолог, теолог, библиотекарь Ватикана и советник Папы Климента XII. ,

## Скончались
См. также: Категория:Умершие в 1689 году
- 29 декабря — Томас Сиденхем (род. в 1624 году), английский врач.